# Eleusine coracana

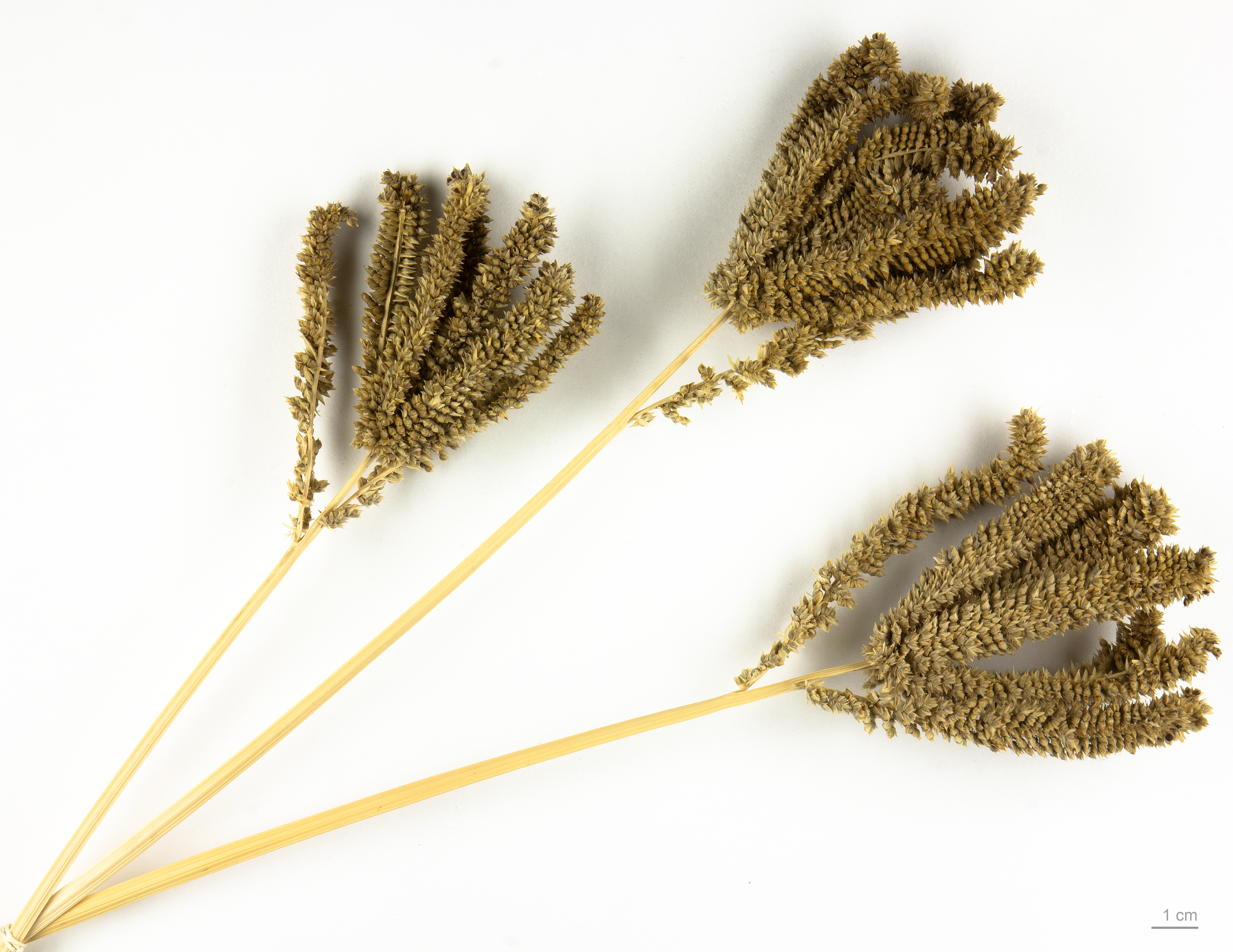
Eleusine coracana (MHNT)

El ragi, mijo de dedo o mijo africano (marathí: नाचणी; canarés: ರಾಗಿ; oriya: ମାଣ୍ଡିଆ; panyabí: ਬਾਜਰਾ; guyaratí: બાજરી; tamil: கேழ்வரகு; telugu: రాగి; amárico: ዳጉሳ dagusa o ቶኩሶ tōkūsō), Eleusine coracana, es una planta anual cultivada como cereal en las zonas áridas de África y Asia. Es nativa de las tierras altas de Etiopía y fue introducida en la India hace aproximadamente 4000 años; allí se ha adaptado a altitudes del Himalaya hasta los 2300 m s. n. m.

## Descripción
Es una hierba que alcanza una altura de 30 a 90 cm. Termina en un manojo de 5 a 7 espigas, que semejan los dedos de una mano o garra. Cada espiga puede tener hasta 10 cm de largo y 60 a 80 espiguillas, cada una con 4 a 6 flores en dos filas.

## Cultivo
Frecuentemente se siembra intercalada con alguna leguminosa como el maní (Arachis hypogaea), el fríjol cabecita negra o caupí (Vigna sinensis), gaundú (Cajanus cajan) o la planta de Níger Guizotia abyssinica.
Una vez cosechadas, las semillas se conservan muy bien y rara vez son atacadas por insectos u hongos. La capacidad de almacenarlo por bastante tiempo, hace del mijo un cultivo importante en las estrategias de prevención de riesgos para las comunidades agrícolas más pobres.

## Nutrición

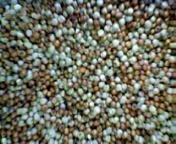
Granos de ragi

El grano es rico en metionina, un aminoácido esencial.
Valores nutricionales para 100 g de ragi:
Proteína 7.3 g
Grasa 1.4 g
Carbohidratos 72 g
Minerales 2.7 g
Calcio 344 mg
Fibra 3.6 g
Energía 328 kCal

## Usos

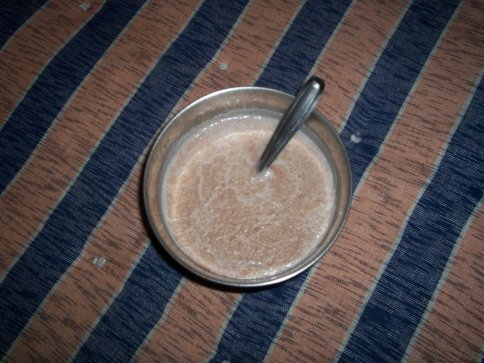
Papilla de ragi.

Es parte de algunas dietas tradicionales en África y la India. Tiene potencial para mejorar la nutrición, aumentar la seguridad alimentaria, promover el desarrollo rural y apoyar la agricultura sostenible. Puede ser molido y preparado en forma de pasteles, pudines y gachas. El grano se convierte en una bebida fermentada (o cerveza) en Nepal y en muchas partes de África. La paja de mijo se utiliza como forraje animal. También se utiliza para hacer una bebida rica en sabor, popular en las fiestas.

## Taxonomía
Eleusine coracana fue descrita por Joseph Gaertner y publicado en De Fructibus et Seminibus Plantarum. . . . 1: 7. 1788.
Etimología
El nombre del género se otorgó por la ciudad de Eleusis, la ciudad griega, donde se encuentra el templo de Ceres.  
coracana: epíteto
Sinonimia
- Cynodon coracanus Raspail
- Cynosurus coracanus L.
- Eleusine cerealis Salisb.
- Eleusine cerealis Ehrenb. ex Sweet
- Eleusine dagussa Schimp.
- Eleusine indica subsp. coracana (L.) Lye
- Eleusine indica var. coracana (L.) Fiori
- Eleusine indica var. stricta (Roxb.) Chiov.
- Eleusine luco Welw.
- Eleusine ovalis Ehrenb. ex Sweet
- Eleusine pilosa Gilli
- Eleusine reniformis Divak.
- Eleusine sphaerosperma Stokes
- Eleusine stricta Roxb.
- Eleusine tocussa Fresen.